# Piława, Hạt Szczecinek
Piława [piˈwava] (tiếng Đức: Pielburg)  là một ngôi làng thuộc khu hành chính của Gmina Borne Sulinowo, thuộc hạt Szczecinek, West Pomeranian Voivodeship, ở phía tây bắc Ba Lan.
Trước năm 1648, khu vực này là một phần của Duchy of Pomerania, 1648-1945 Phổ và Đức. Đối với lịch sử của khu vực, xem Lịch sử của Pomerania.